# Neve al sole (Ultimo)
Neve a sole è un singolo del cantautore italiano Ultimo, pubblicato il 27 settembre 2024 come terzo estratto dal sesto album in studio Altrove.

## Descrizione
Il brano è scritto e composto dallo stesso cantautore, che ha anche curato la produzione con Yoshi.

## Video musicale
Il video musicale, diretto dagli YouNuts!, duo composto da Antonio Usbergo e Niccolò Celaia, è stato pubblicato in concomitanza all'uscita del brano attraverso il canale YouTube del cantautore e vede protagonista lo stesso Ultimo tra le strade di New York.

## Tracce
Testi e musiche di Niccolò Moriconi.
1. Neve al sole – 3:20

## Classifiche
| Classifica (2024) | Posizione massima |
| ----------------- | ----------------- |
| Italia            | 38                |